# Kamendaka insolita
Kamendaka insolita är en insektsart som beskrevs av Yang och Wu 1993. Kamendaka insolita ingår i släktet Kamendaka och familjen Derbidae. Inga underarter finns listade i Catalogue of Life.